# 오슬로어 슈트라세역
오슬로어 슈트라세역(U-Bahnhof Osloer Straße, 듣기 (도움말·정보))은 베를린 미테구 게준트브루넨에 있는 U8, U9의 환승역이다. 오슬로어 슈트라세, 트롬쇠어 슈트라세(Tromsöer Straße), 슈베덴슈트라세(Schwedenstraße), 하인츠갈린스키슈트라세(Heinz-Galinski-Straße)의 교차점에 역이 설치되어 있다. U9 승강장은 1976년 4월 30일에 영업을 시작했으며, U8 승강장은 1977년 10월 5일에 영업을 시작했다. 지상과 연결되는 엘리베이터가 있다. 1995년 베를린 노면전차가 재개통되어 이 역 위를 지나간다.

## 역사
이 위치에 도시철도역을 건설할 계획은 1907년부터 존재했다. 당시에는 고가역으로 건설할 계획이었고, AEG-Schnellbahn A.G.에서 노이쾰른 방면 노선을 계획했다. 제1차 세계 대전과 대공황을 거치면서 AEG-Schnellbahn A.G.는 1923년에 파산했고, 1926년 베를린시에서 이어받은 계획에서는 오슬로어 슈트라세 일대에 노선 건설을 제외했다.
1955년 베를린 내각에서 200 km 도시 철도 건설 계획을 세우면서, G선(U9)이 여기를 지나가기로 결정했다. 건설 당시에도 U8 북부 연장과 U9 노선간의 환승역으로 계획되었다. 1973년에 역사가 착공되었고, 두 노선이 지하에서 교차하는 형태로 건설되었다. 지상 출구는 지하 대합실과 이어진 다음 각 노선의 승강장과 이어진다. U9 승강장이 U8 승강장보다 위층에 존재하는 형태이다.
역사는 라이너 륌러가 설계했다. 두 노선의 승강장 모두 노르웨이의 국기 디자인으로 외벽을 마감했다. 역사 중앙부 벽면은 은색 금속 패널로 마감했다. U8 노선은 노란색, U9 노선은 파란색으로 천장 색깔에 차이를 두었으나, 보수 공사 과정에서 모두 흰색으로 다시 칠해졌다. U8과 U9 연결선이 설치되어 있으며, 역 건설 당시에는 U8 노선의 중앙부가 동베를린을 통과했기 때문에 동베를린 영토를 통과하지 않는 회송 선로 확보 목적이 있었다.
계획 당시에는 U9 노선의 북동부 연장 계획이 있었으나 개통 이후에 취소되었다. 1990년 6월 22일에 엘리베이터가 설치되었다. 2003년부터 2004년까지 U8 승강장 보수공사가 진행되었다. 은색 금속 패널이 노선 색과 일치하는 어두운 파란색 패널로 교체되었다. 승강장 바닥이 화강암재로 교체되고 점자 블록이 설치되었다. U9 승강장에도 보수공사가 진행되었으며, 여기에는 은색 금속 패널을 어두운 빨간색 에나멜 타일로 교체했고 점자 블록이 설치되었다.
베를린 노면전차 M13, 50번, 베를린 버스 125, 128, 150, 255번과 환승할 수 있다. 베를린 테겔 공항 폐항 이전까지는 128번 버스가 이 역에서 테겔 공항까지를 연결했다.

## 인접 철도역
| 베를린 지하철 8호선                        | 베를린 지하철 8호선 | 베를린 지하철 8호선              |
| ------------------------------------------ | ------------------- | -------------------------------- |
| 팡크슈트라세 헤르만슈트라세 방면           | U8                  | 프란츠노이만플라츠 비테나우 방면 |
| 베를린 지하철 9호선                        |                     |                                  |
| 나우에너 플라츠 라트하우스 슈테글리츠 방면 | U9                  | 시·종착역                        |